# Pseudosymmoca angustipennis
Pseudosymmoca angustipennis är en fjärilsart som beskrevs av Hans Rebel 1903. Pseudosymmoca angustipennis ingår i släktet Pseudosymmoca och familjen stävmalar. Inga underarter finns listade i Catalogue of Life.